# 戴克斯峰
戴克斯峰（英語：Dykes Peak）是南極洲的山峰，位於維多利亞地的斯科特海岸，處於斯久峰以東7公里，屬於克萊爾山脈的一部分，海拔高度2,220米，美國地質調查局根據測量和美國海軍拍攝的空中照片繪入地圖，現時由南極條約體系管理。